# Xã Symmes, Quận Lawrence, Ohio
Xã Symmes (tiếng Anh: Symmes Township) là một xã thuộc quận Lawrence, tiểu bang Ohio, Hoa Kỳ. Năm 2010, dân số của xã này là 464 người.